# Demon (пісня King Von)
«Demon» — пісня американського репера King Von з його дебютного студійного альбому Welcome to O'Block, виданого 30 жовтня 2020 р. на лейблах Only the Family та Empire Distribution.

## Відеокліп
Прем'єра: 11 січня 2021 року. Режисери: DrewFilmedIt, Джоан Пебон. Ідея повністю належить самому реперу й пояснюється ним після закінчення пісні у відео. У реальному житті White White убили на день народження Вона.
Сцени розгортаються навколо виконавця, який виходить з крамниці, почувши постріли, після чого він бачить свого друга Вайті (також відомий як White White) на землі мертвим. Поліція опитує Вона на місці злочину, однак той нічого не відповідає. Потім постріли чергуються з переднім планом репера, зображеного з демонічними очима. В іншій сцені Вон перебуває в кімнаті з купою фізично сильних чоловіків зі слідами боїв на обличчі. На пропозицію взяти його взуття вони відмовляються, метафорично визнаючи, що вони не можуть зробити те, що він робив у своєму житті на вулицях.

## Сертифікації
| Регіон                                                      | Сертифікація | Продажі |
| ----------------------------------------------------------- | ------------ | ------- |
| США (RIAA)                                                  | Золотий      | 500 000 |
| продажі+прослуховування, що базуються лише на сертифікаціях |              |         |